# کنیس اتروسکوس
کنیس اتروسکوس (نام علمی: Canis etruscus) گونه‌ای منقرض‌شده از سگ‌سانان است که در اوایل دوره پلیستوسن بومی اروپای مدیترانه‌ای و شبه‌جزیره کریمه بود. گرگ اتروسک به عنوان یک سگ کوچک گرگ مانند توصیف می‌شود.  به طور گسترده توافق شده است که این گونه، جد کنیس موسباچنسیس و در نهایت گرگ خاکستری امروزی (Canis lupus) باشد.